# حارشة محزمة
حارشة محزمة (الاسم العلمي: Psorophora cingulata) هي نوع من الحشرات تتبع جنس الحارشة من فصيلة البعوضيات.